# クリス・オニール
クリス・オニール（Chris O'Neil, 1956年3月19日 - ）は、オーストラリア・ニューキャッスル出身の元女子テニス選手。1978年の全豪オープンテニス女子シングルス優勝者である。これが彼女のテニス経歴を通じて唯一の優勝であった。シングルス自己最高ランキングは67位。サービス・アンド・ボレーのプレースタイルを得意とした。
1973年の全豪オープンで4大大会に初出場。1978年の全豪オープンでは、オニールは世界ランキング111位のノーシード選手として勝ち上がった。女子シングルス決勝戦で、オニールは世界ランキング68位のベッツィ・ナゲルセン（アメリカ）を 6-3, 7-6 で破り、生涯唯一の優勝を4大大会で達成した。オーストラリア人選手による全豪女子シングルス優勝は44年間現れず、2022年にアシュリー・バーティが優勝するまで、彼女が最後であった。
オニールのその他の4大大会成績は、1974年のウィンブルドンで3回戦進出があるが、他の大会では1回戦・2回戦止まりに終わっている。シングルスでの生涯成績は「19勝53敗」（勝率 .264）であった。1983年の全仏オープンとウィンブルドンの1回戦敗退を最後に現役を引退した後は、テニスのティーチング・プロ（プロ選手の資格があるコーチ）の仕事に携わっている。